# Srbijavoz
Srbijavoz (in cirillico Србијавоз) è la compagnia ferroviaria nazionale passeggeri della Serbia. Dal 2016 Srbijavoz è membro associato dell'Unione Internazionale delle Ferrovie (UIC).

## Storia

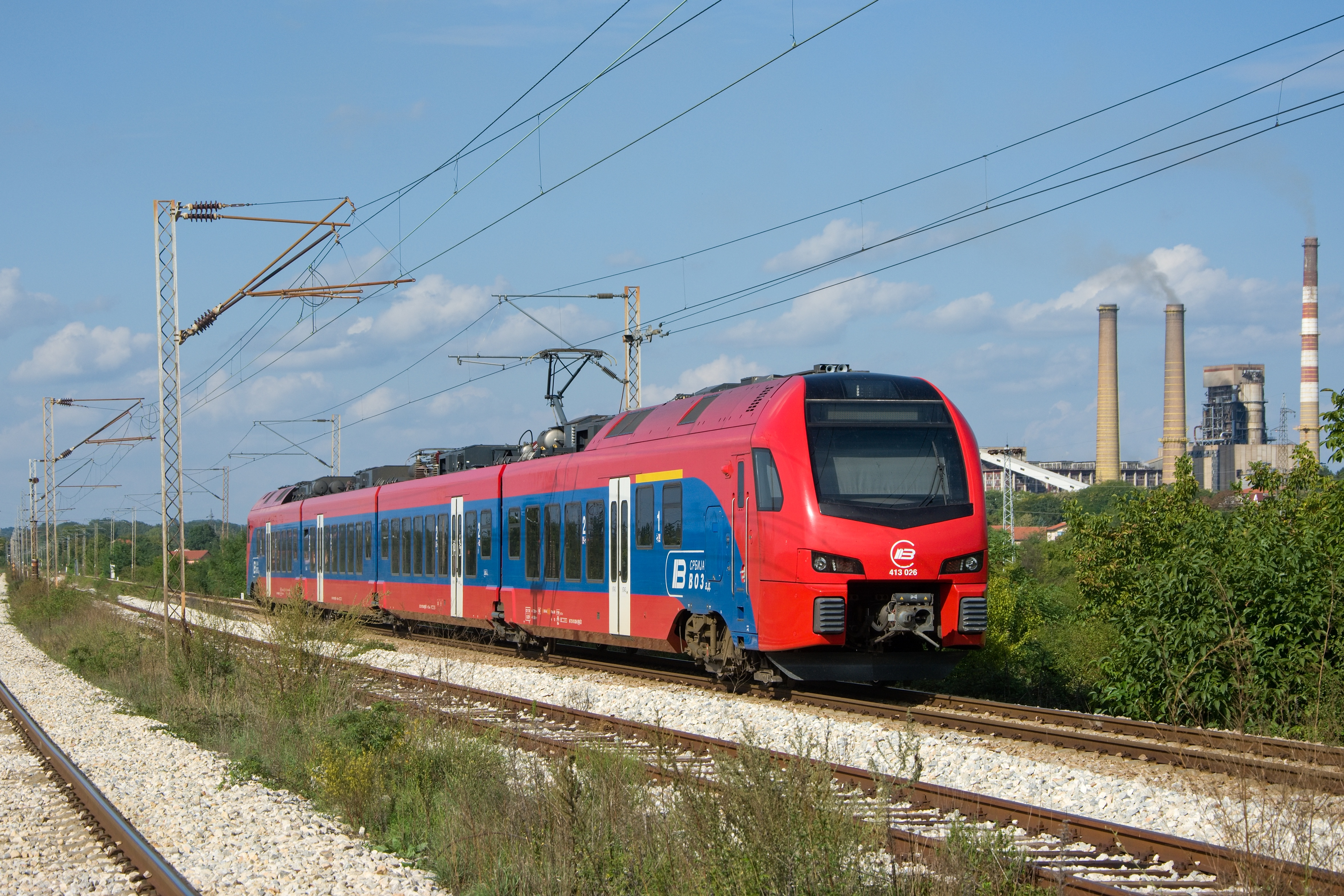
Treno Srbijavoz in transito

Nel marzo 2015, il governo della Serbia annunciò l'istituzione tre nuove compagnie ferroviarie dividendo la società statale Železnice Srbije in attività separate: Srbijavoz (servizi passeggeri), Srbija Kargo (trasporto merci) e Serbian Railways Infrastructure (gestione delle infrastrutture). Srbijavoz fu fondata il 10 agosto 2015 durante il processo di ricostruzione e di ottimizzazione del business.
Nel febbraio 2019, Srbijavoz ha sospeso temporaneamente il servizio sulla ferrovia Belgrado – Novi Sad, la tratta passeggeri più trafficata del paese, a causa della ricostruzione della linea. La linea è stata ora completamente ricostruita e modernizzata e il servizio ferroviario ad alta velocità denominato "SOKO" collega le due città serbe più popolate in 36 minuti, con treni che raggiungono velocità fino a 200 km/h. Il percorso di 75 km verrà esteso per coprire il tratto di linea ferroviaria tra Novi Sad e Subotica (vicino al confine con l'Ungheria), per consentire velocità fino a 200 km/h nell'ambito della modernizzazione della linea ferroviaria Belgrado-Budapest.
È prevista anche la ricostruzione e la modernizzazione della linea ferroviaria tra Belgrado e Niš, per consentire ai treni di raggiungere velocità fino a 200 km/h tra Niš e Preševo (confine con la Macedonia del Nord) per la velocità di 160 km/h e tra Niš e Dimitrovgrad per la velocità di 120 km/h (confine con la Bulgaria).